# كين نوغوشي
كين نوغوشي (بالإنجليزية: Ken Noguchi)‏ هو متسلق الجبال أمريكي، -ياباني ولد في 21 أغسطس 1973 في بوسطن في الولايات المتحدة. لأب ياباني و أم سعودية ، كان والده دبلوماسيًا ، لذلك عاش في الولايات المتحدة والمملكة العربية السعودية ومصر واليابان.

## وصلات خارجية
- الموقع الرسمي